# 2-辛炔
2-辛炔（英語：2-Octyne，或oct-2-yne，也称为甲基正戊基乙炔）是辛炔的一种同分异构体，分子式C8H14，2号与3号碳原子之间为碳碳三键。在常温常压下，2-辛炔密度为0.759 g/mL，沸点为137摄氏度，摩尔质量为110.20 g/mol。